# معهد البحوث النووية
معهد البحوث النووية هو مركز أبحاث علمي روسي تابع للأكاديمية الروسية للعلوم.

## التأسيس
تم تأسيسه في عام 1970 بموجب مرسوم مجلس وزراء الاتحاد السوفياتي ويقع في موسكو بالقرب من جامعة موسكو الحكومية وترويتسك.

## الأعضاء
يعمل في المعهد حوالي 1300 متخصص من بينهم 5 أكاديميين و42 طبيبًا و160 مرشحًا للعلوم.

## الأهمية
مهمتة مواصلة تطوير القاعدة التجريبية وأنشطة البحث الأساسية في مجال النواة الذرية والجسيمات الأولية والأشعة الكونية والفيزياء الفلكية.